# Claudiano Bezerra da Silva
Claudiano Bezerra da Silva, mais conhecido por Kaká (São José do Belmonte, 16 de Maio de 1981), é um ex-futebolista brasileiro que atuava como zagueiro.

## Carreira
Na época na 2007-2008 jogou na Associação Académica de Coimbra, na primeira liga (bwinLiga) portuguesa (na época 2007-2008), tendo-se transferido para o Hertha de Berlim no final da edição.
Anteriormente, no Brasil, jogava na Ituiutaba EC de Minas Gerais, no Luverdense e Grêmio Jaciara.

### Varzim
Em julho de 2017, é anunciado como reforço do Varzim.

## Títulos
Omonia Nicósia
- Campeonato Cipriota de Futebol: 2009–10

Hertha Berlim
- 2. Bundesliga: 2010–11

APOEL
- Campeonato Cipriota de Futebol: 2013–14, 2014–15